# Ginástica artística nos Jogos Olímpicos de Verão da Juventude de 2010 - Solo masculino
A final do solo masculino da ginástica artística nos Jogos Olímpicos de Verão da Juventude de 2010 foi disputada no dia 21 de agosto no Bishan Sports Hall, em Singapura.

## Medalhistas
| Ouro   | CUB Ernesto Vila Sarria |
| Prata  | UKR Oleg Stepko         |
| Bronze | CHN Zhu Xiaodong        |

## Resultados

### Qualificatória
A etapa qualificatória para este e para os demais aparelhos, bem como para o individual geral, foi disputada no dia 16 de agosto. 41 ginastas competiram e os oito melhores se classificaram para a final.

### Final
| Pos.              | Ginasta                 | Dificuldade | Execução | Penalidades | Total  |
| ----------------- | ----------------------- | ----------- | -------- | ----------- | ------ |
| Medalha de ouro   | CUB Ernesto Vila Sarria | 5.400       | 9.175    | —           | 14.575 |
| Medalha de prata  | UKR Oleg Stepko         | 5.400       | 9.100    | —           | 14.500 |
| Medalha de bronze | CHN Zhu Xiaodong        | 5.300       | 9.000    | —           | 14.300 |
| 4                 | BEL Thomas Neuteleers   | 5.000       | 8.850    | —           | 13.850 |
| 5                 | GBR Sam Oldham          | 5.300       | 8.775    | 0.300       | 13.775 |
| 6                 | CRO Filip Borosa        | 4.900       | 8.700    | —           | 13.600 |
| 7                 | ESP Nestor Abad         | 5.100       | 8.750    | 0.300       | 13.550 |
| 8                 | JPN Yuya Kamato         | 4.900       | 8.150    | —           | 13.050 |